# Alberto Almici
Alberto Almici (Lovere, 11 gennaio 1993) è un calciatore italiano, difensore svincolato.

## Caratteristiche tecniche
Almici gioca come terzino destro, abile sia in fase di difesa che di spinta.

## Carriera

### Club
Cresce nel settore giovanile dell'Atalanta, dove era arrivato nel 2001; nella stagione 2011-2012 passa in prestito al Gubbio, squadra di Serie B, con cui gioca una partita di Coppa Italia e 22 partite di campionato. Dopo la retrocessione della squadra umbra in Lega Pro viene ceduto dall'Atalanta, sempre in prestito, al Lanciano, neopromosso in Serie B. Chiude la sua seconda stagione in serie cadetta con una presenza in Coppa Italia e 30 presenze senza gol in campionato. Il 9 luglio 2013 viene ceduto in prestito al Cesena. Dopo un lungo infortunio fa il suo esordio con la squadra romagnola il 28 ottobre 2013, giocando il secondo tempo della partita contro il Novara. Il successivo 1º novembre disputa invece la sua prima partita stagionale da titolare, in casa contro la Ternana.
Il 17 gennaio 2014 il prestito alla società romagnola è stato interrotto consensualmente, ed il giocatore è stato girato al Padova sempre con la formula del prestito dall'Atalanta; fa il suo esordio con la squadra veneta il 24 gennaio in una partita persa per 2-1 sul campo del Trapani. Con i veneti gioca 17 partite senza mai segnare, e dopo la retrocessione in Lega Pro della squadra fa ritorno all'Atalanta per fine prestito. Il 17 luglio 2014 passa in prestito insieme a Doudou Mangni al Latina, sempre in Serie B.
Rientrato nuovamente nella società bergamasca, durante il calciomercato invernale, qualche giorno prima della ripresa del campionato di Serie B, il 15 gennaio 2015 si accasa, sempre con la formula del prestito, all'Avellino. Il 2 febbraio, fa il suo esordio con la nuova maglia, in occasione della partita esterna contro lo Spezia, subentrando al 26º della ripresa a Paolo Regoli.
Dopo aver giocato in prestito all'Ascoli per due stagioni, il 12 luglio 2017 passa, sempre a titolo temporaneo con opzione di riscatto, alla Cremonese.
Il 29 giugno 2018 firma un contratto triennale con il Verona, in prestito dall'Atalanta ma con l'obbligo di riscatto. Alla prima di campionato, il 26 agosto, sigla il suo primo gol in carriera nel pareggio per 1-1 contro il Padova e disputa una partita in Coppa Italia e 11 in campionato senza venire impiegato durante i Playoff di Serie B che il Verona vince in finale contro il Cittadella. Il 22 agosto del 2019 passa in prestito annuale al Pordenone, club neopromosso in Serie B per la prima volta nella sua storia, con il quale raggiunge la semifinale Playoff di Serie B e venendo eliminato dal Frosinone nel doppio confronto.
Il 12 ottobre 2020, dopo essersi svincolato dall'Hellas Verona, firma un contratto triennale col Palermo. Trova il suo primo goal trasformando un calcio di rigore, nella vittoria per 3-0 contro il Monopoli.
Il 25 gennaio 2022 viene acquistato dalla SPAL.

### Nazionale
Ha giocato alcune partite amichevoli con le nazionali Under-19 ed Under-20.

## Statistiche

### Presenze e reti nei club
Statistiche aggiornate al 18 aprile 2023.
| Stagione        | Squadra         | Campionato      | Campionato | Campionato | Coppe nazionali | Coppe nazionali | Coppe nazionali | Coppe continentali | Coppe continentali | Coppe continentali | Altre coppe | Altre coppe | Altre coppe | Totale | Totale |
| Stagione        | Squadra         | Camp            | Pres       | Reti       | Camp            | Pres            | Reti            | Camp               | Pres               | Reti               | Camp        | Pres        | Reti        | Pres   | Reti   |
| --------------- | --------------- | --------------- | ---------- | ---------- | --------------- | --------------- | --------------- | ------------------ | ------------------ | ------------------ | ----------- | ----------- | ----------- | ------ | ------ |
| 2011-2012       | Gubbio          | B               | 22         | 0          | CI              | 3               | 0               | -                  | -                  | -                  | -           | -           | -           | 25     | 0      |
| 2012-2013       | Lanciano        | B               | 29         | 0          | CI              | 1               | 0               | -                  | -                  | -                  | -           | -           | -           | 30     | 0      |
| 2013-gen. 2014  | Cesena          | B               | 3          | 0          | CI              | 0               | 0               | -                  | -                  | -                  | -           | -           | -           | 3      | 0      |
| gen.-giu. 2014  | Padova          | B               | 17         | 0          | CI              | 0               | 0               | -                  | -                  | -                  | -           | -           | -           | 17     | 0      |
| 2014-gen. 2015  | Latina          | B               | 9          | 0          | CI              | 0               | 0               | -                  | -                  | -                  | -           | -           | -           | 9      | 0      |
| gen.-giu. 2015  | Avellino        | B               | 10+3       | 0          | CI              | 0               | 0               | -                  | -                  | -                  | -           | -           | -           | 13     | 0      |
| 2015-2016       | Ascoli          | B               | 31         | 0          | CI              | 0               | 0               | -                  | -                  | -                  | -           | -           | -           | 31     | 0      |
| 2016-2017       | Ascoli          | B               | 35         | 0          | CI              | 0               | 0               | -                  | -                  | -                  | -           | -           | -           | 35     | 0      |
| Totale Ascoli   | Totale Ascoli   | Totale Ascoli   | 66         | 0          |                 | 0               | 0               |                    | -                  | -                  |             | -           | -           | 66     | 0      |
| 2017-2018       | Cremonese       | B               | 25         | 0          | CI              | 1               | 0               | -                  | -                  | -                  | -           | -           | -           | 26     | 0      |
| 2018-2019       | Verona          | B               | 11         | 1          | CI              | 1               | 0               | -                  | -                  | -                  | -           | -           | -           | 12     | 1      |
| ago. 2019-2020  | Pordenone       | B               | 19+2       | 0          | CI              | -               | -               | -                  | -                  | -                  | -           | -           | -           | 21     | 0      |
| ott. 2020-2021  | Palermo         | C               | 18+1       | 1          | -               | -               | -               | -                  | -                  | -                  | -           | -           | -           | 19     | 1      |
| 2021-gen. 2022  | Palermo         | C               | 14         | 2          | CI-C            | 2               | 0               | -                  | -                  | -                  | -           | -           | -           | 16     | 2      |
| Totale Palermo  | Totale Palermo  | Totale Palermo  | 32+1       | 3          |                 | 2               | 0               |                    | -                  | -                  |             | -           | -           | 35     | 3      |
| gen.-giu. 2022  | SPAL            | B               | 5          | 0          | CI              | 0               | 0               | -                  | -                  | -                  | -           | -           | -           | 5      | 0      |
| 2022-2023       | SPAL            | B               | 5          | 0          | CI              | 1               | 0               | -                  | -                  | -                  | -           | -           | -           | 6      | 0      |
| Totale SPAL     | Totale SPAL     | Totale SPAL     | 10         | 0          |                 | 1               | 0               |                    | -                  | -                  |             | -           | -           | 11     | 0      |
| Totale carriera | Totale carriera | Totale carriera | 252+6      | 4          |                 | 9               | 0               |                    | -                  | -                  |             | -           | -           | 267    | 4      |

## Palmarès

### Club

#### Competizioni giovanili
- Campionato Giovanissimi Nazionali: 1

Atalanta: 2007-2008